# Fiction à l'américaine
Pour plus de détails, voir Fiche technique et Distribution.
Fiction à l'américaine (American Fiction), ou Fiction américaine au Québec, est un film américain réalisé par Cord Jefferson (en), sorti en 2023. Il s'agit d'une adaptation du roman Effacement (Erasure) de Percival Everett.
Il est présenté en avant-première au festival international du film de Toronto 2023 où il remporte le prix du public. Le film est par ailleurs nommé dans plusieurs catégories aux Golden Globes 2024.

## Synopsis
Surnommé « Monk », Thelonious Ellison est professeur de littérature. C'est par ailleurs un écrivain frustré dont les manuscrits sont constamment rejetés par les éditeurs. Ces derniers lui suggèrent à chaque fois d'écrire des œuvres sur les Afro-Américains et dans un style plus « noir ». Monk va alors se lancer dans l'écriture d'une œuvre satirique et parodique. Il publie ce nouveau roman sous pseudonyme. L’œuvre est un immense succès, notamment auprès de l’intelligentsia blanche.

## Fiche technique
Sauf indication contraire, les informations mentionnées dans cette section peuvent être confirmées par la base de données cinématographiques IMDb,  présente dans la section « Liens externes ».
- Titre original : American Fiction
- Titre français : Fiction à l'américaine
- Titre québécois : Fiction américaine
- Réalisation : Cord Jefferson (en)
- Scénario : Cord Jefferson, d'après le roman Effacement (Erasure) de Percival Everett
- Musique : Laura Karpman
- Direction artistique : Maddy Young
- Décors : Jonathan Guggenheim
- Costumes : Rudy Mance
- Photographie : Cristina Dunlap
- Montage : Hilda Rasula
- Production : Cord Jefferson, Jermaine Johnson, Nikos Karamigios et Ben LeClair
  - Production déléguée : Ram Bergman, Michael Bowes, Percival Everett et Rian Johnson
- Sociétés de production : 3 Arts Entertainment, Metro-Goldwyn-Mayer, Orion Pictures, T-Street Productions (en) et Media Rights Capital
- Société de distribution : Amazon MGM Studios (États-Unis)
- Pays de production :  États-Unis
- Langue originale : anglais
- Format : couleur
- Genre : comédie dramatique
- Durée : 117 minutes
- Dates de sortie[2] :
  - Canada : 8 septembre 2023 (festival de Toronto)
  - États-Unis : 15 décembre 2023 (sortie limitée) ; 22 décembre 2023 (sortie nationale)
  - France : 15 février 2024 (Prime Video)
- Classification[3] :
  - États-Unis : R

## Distribution
- Jeffrey Wright (VF : Frantz Confiac) : Dr Thelonious « Monk » Ellison
- Tracee Ellis Ross (VF : Géraldine Asselin) : Dr Lisa Ellison
- Issa Rae (VF : Fily Keita) : Sintara Golden
- Sterling K. Brown (VF : Daniel Njo Lobé) : Dr Clifford « Cliff » Ellison
- John Ortiz (VF : Guillaume Lebon) : Arthur
- Erika Alexander (VF : Déborah Claude) : Coraline
- Leslie Uggams (VF : Maïk Darah) : Agnes Ellison
- Adam Brody (VF : Donald Reignoux) : Wiley
- Keith David (VF : Thierry Desroses) : Willy the Wonker
- Okieriete Onaodowan (en) (VF : Diouc Koma) : Van Go Jenkins
- Myra Lucretia Taylor (en) (VF : Corinne Wellong) : Lorraine
- Raymond Anthony Thomas (VF : Rody Benghezala) : Maynard
- Miriam Shor : Paula Baderman
- Michael Cyril Creighton (en) : John Bosco
- J. C. MacKenzie (en) (VF : Pierre Tessier) : Carl Brunt
- Patrick Fischler (VF : Laurent Morteau) : Mandel

Version française dirigée par Jean-Pascal Quilichini au studio EVA France, d'après une adaptation des dialogues de Vanessa Azoulay.
 Source et légende : version française (VF) sur RS Doublage et carton du doublage français.

## Production
En novembre 2022, il est annoncé que Jeffrey Wright va tenir le rôle principal d'une adaptation du roman Effacement (Erasure) de Percival Everett. L'écrivain-journaliste Cord Jefferson (en) en écrit le scénario et est également annoncé comme réalisateur, une grande première pour lui,. Les sociétés T-Street Productions (en) et MRC Film participent à la production du long métrage. En décembre 2022, Tracee Ellis Ross est annoncée dans le film, aux côtés d'Erika Alexander, Leslie Uggams, Sterling K. Brown, Myra Lucretia Taylor, John Ortiz, Issa Rae ou encore Adam Brody.
Le tournage a lieu dans le Massachusetts, notamment à Boston, Scituate et Brookline. Les prises de vues s'achèvent en décembre 2022, avec de nombreuses mesures contre la pandémie de Covid-19.
En juillet 2023, il est annoncé que le film s’intitulera American Fiction.

## Sortie et accueil

### Dates de sortie
En décembre 2022, Orion Pictures, société appartenant à la MGM, acquiert les droits de distribution mondiale. C'est le premier film d'Orion distribué via Amazon MGM Studios.
Le film est présenté en avant-première au festival international du film de Toronto le 8 septembre 2023,. Il est ensuite diffusé dans de nombreux festivals avant sa première au Samuel Goldwyn Theater de Los Angeles le 5 décembre 2023. Il connait une sortie limitée sur le sol américain le 15 décembre 2023, avant sa sortie nationale la semaine suivante.

### Accueil critique
Sur le site d'agrégation de critiques Rotten Tomatoes, le film obtient 93% d'avis favorables, pour 271 critiques et une note moyenne de 8,3⁄10. Le consensus suivant résumé les avis collectés : « Jeffrey Wright et American Fiction seront à jamais inextricables grâce à l'approche engagée de l'acteur envers un matériau résolument humoristique et perspicace. » Sur le site Metacritic, qui utilise une moyenne pondérée, le film obtient la note de 82⁄100 pour 44 critiques.

## Distinctions

### Récompenses
- Festival international du film de Toronto 2023 : prix du public
- BAFTA 2024 : meilleur scénario adapté pour Cord Jefferson
- Oscars 2024 : meilleur scénario adapté

### Nominations
- Golden Globes 2024 :
  - Meilleur film musical ou comédie
  - Meilleur acteur dans un film musical ou une comédie pour Jeffrey Wright
- Oscars 2024 : 
  - Meilleur film
  - Meilleur acteur pour Jeffrey Wright
  - Meilleur acteur dans un second rôle pour Sterling K. Brown
  - Meilleure musique de film